# Памятник Мронговиушу
Памятник Мронговиушу (пол. Pomnik Mrongowiusza) — памятник, установленный в честь известного жителя Данцига Кшиштофа Целестина Мронговиуша (1764—1855), польского философа, лингвиста, переводчика, библиофила, одного из первых учёных, изучавших фольклор кашубов.
Автор — скульптор Геннадий Ершов. Открыт 20 июня 2009 года в день праздника филологического факультета Гданьского университета в кампусе перед Главной библиотекой университета.
Памятник, выполнен в бронзе, изображает фигуру учёного одетого в рясу лютеранского священнослужителя, стоящего в полный рост на гранитном постаменте. В правой руке — гусиное перо, в левой- книга. Общая высота памятника — 4 м.